# Antares (Höhenforschungsrakete)
Antares ist die Bezeichnung einer vierstufigen französischen Rakete für Wiedereintrittstests in die Erdatmosphäre. Die Antares-Rakete wurde von ONERA unter der Bezeichnung OPd-56-39-22D entwickelt. Sie war 12,10 Meter lang und hatte einen Durchmesser von 0,56 Meter. Die Startmasse betrug 1785 kg.
Die ersten drei Stufen der Typen Vesuve, Neptune und Mimosa brachten den Flugkörper auf eine Höhe von 150 km. Die vierte Stufe Melanie beschleunigte die Nutzlast wieder in Richtung Erde, wobei Mach 7 erreicht wurde. Zwischen Mai 1959 und März 1961 fanden zwölf Starts von der Ile du Levant aus statt, die ersten sieben davon unter der Bezeichnung OPd-56-39-22D, die anderen als Antares.
Ein letzter Start wurde am 13. Mai 1961 vom Centre interarmées d’essais d’engins spéciaux in Algerien durchgeführt. Hierbei wurde die vierte Stufe nach oben gerichtet, so dass eine Höhe von 280 km erreicht wurde.
Die Antares wurde von der größeren Berenice abgelöst, die von 1962 bis 1966 im Einsatz war.